# Erannis ellipsaria
Erannis ellipsaria là một loài bướm đêm trong họ Geometridae.